# Тарасовка (Хорольский район)
Тарасовка (укр. Тарасівка) — село,
Тарасовский сельский совет,
Хорольский район,
Полтавская область,
Украина.
Население по переписи 2001 года составляло 500 человек.
Является административным центром Тарасовского сельского совета, в который, кроме того, входят сёла
Ерковцы,
Запорожчино и
Иванцы.

## Географическое положение
Село Тарасовка находится на берегу реки Багачка в месте впадения её в большое болото Зубова на левом берегу реки Сула,
выше по течению примыкает село Запорожчино.

## История
Приписана к Михайловской церкви в Ерковцах
После 1945 прсоеденены: Середы и Драбинки
Село указано на трехверстовке Полтавской области. Военно-топографическая карта.1869 года как хутор Тарасенков

## Экономика
- Молочно-товарная ферма.[источник не указан 1424 дня]